# Марк Бартра
Марк Бартра (ісп. Marc Bartra, нар. 15 січня 1991, Сан-Жаума-далс-Думеньш) — іспанський футболіст, захисник клубу «Бетіс» і збірної Іспанії.

## Клубна кар'єра
Народився 15 січня 1991 року в місті Сан-Жаума-далс-Думеньш. До футбольної академії «Барселони» Марк приєднався в 11 років, після того як певний час провів у футбольній академії «Еспаньйолу».
2009 року потрапив до складу «Барселони Б». 14 лютого 2010 року, через місяць після свого 19-річчя, Бартра дебютував в основній команді «Барселони», вийшовши на заміну Хефрену Суарес на останні 30 хвилин виїзного матчу проти «Атлетіко Мадрид», який закінчився поразкою каталонців з рахунком 1:2.
21 травня 2011 в останньому турі іспанського чемпіонату проти «Малаги» Бартра забив свій перший м'яч за «Барселону», а каталонська команда здобула перемогу з рахунком 3:1. 24 вересня 2013 року Бартра забив свій другий гол за «Блауграна» у грі проти «Реал Сосьєдада» на Камп Ноу, замінивши травмованого Маскерано в першому таймі і забивши з близької відстані після передачі Ліонеля Мессі.
Відіграв за каталонський клуб 59 матчів у національному чемпіонаті.
3 червня 2016 року перейшов за 8 мільйонів євро до дортмундської «Боруссії», з якою уклав чотирирічний контракт.

## Виступи за збірні
2009 року дебютував у складі юнацької збірної Іспанії, взяв участь у 14 іграх на юнацькому рівні.
Протягом 2011–2013 років залучався до складу молодіжної збірної Іспанії, з якою вигравав молодіжний чемпіонат Європи 2011 та 2013 років. Всього на молодіжному рівні зіграв у 23 офіційних матчах, забив 2 голи.
16 листопада 2013 року дебютував в офіційних матчах у складі національної збірної Іспанії в товариській грі проти збірної Екваторіальної Гвінеї (2:1). Наразі провів у формі головної команди країни 12 матчів.

## Статистика виступів

### Статистика клубних виступів
| Сезон                   | Команда                 | Чемпіонат               | Чемпіонат | Чемпіонат | Кубки | Кубки | Кубки | Єврокубки | Єврокубки | Єврокубки | Інші змагання | Інші змагання | Інші змагання | Усього | Усього |
| Сезон                   | Команда                 | Ліга                    | Ігор      | Голів     | Ліга  | Ігор  | Голів | Ліга      | Ігор      | Голів     | Ліга          | Ігор          | Голів         | Ігор   | Голів  |
| ----------------------- | ----------------------- | ----------------------- | --------- | --------- | ----- | ----- | ----- | --------- | --------- | --------- | ------------- | ------------- | ------------- | ------ | ------ |
| 2009-10                 | «Барселона Б»           | СДБ                     | 30        | 1         | -     | -     | -     | -         | -         | -         | -             | -             | -             | 30     | 1      |
| 2010-11                 | «Барселона Б»           | СД                      | 28        | 1         | -     | -     | -     | -         | -         | -         | -             | -             | -             | 28     | 1      |
| 2011-12                 | «Барселона Б»           | СД                      | 23        | 0         | -     | -     | -     | -         | -         | -         | -             | -             | -             | 23     | 0      |
| Усього за «Барселону Б» | Усього за «Барселону Б» | Усього за «Барселону Б» | 81        | 2         |       | -     | -     |           | -         | -         |               | -             | -             | 81     | 2      |
| 2009-10                 | «Барселона»             | ПД                      | 1         | 0         | КІ    | 0     | 0     | ЛЧ        | 0         | 0         | СУ            | -             | -             | 1      | 0      |
| 2010-11                 | «Барселона»             | ПД                      | 2         | 1         | КІ    | 2     | 0     | ЛЧ        | 1         | 0         | СІ            | 0             | 0             | 5      | 1      |
| 2011-12                 | «Барселона»             | ПД                      | 1         | 0         | КІ    | 0     | 0     | ЛЧ        | 1         | 0         | СІ            | 0             | 0             | 2      | 0      |
| 2012-13                 | «Барселона»             | ПД                      | 8         | 0         | КІ    | 2     | 0     | ЛЧ        | 6         | 0         | СІ            | 0             | 0             | 16     | 0      |
| 2013-14                 | «Барселона»             | ПД                      | 10        | 1         | КІ    | 1     | 0     | ЛЧ        | 2         | 0         | СІ            | 0             | 0             | 10     | 1      |
| Усього за «Барселону»   | Усього за «Барселону»   | Усього за «Барселону»   | 22        | 2         |       | 5     | 0     |           | 10        | 0         |               | 0             | 0             | 37     | 2      |
| Усього за кар'єру       | Усього за кар'єру       | Усього за кар'єру       | 103       | 4         |       | 5     | 0     |           | 10        | 0         |               | 0             | 0             | 118    | 4      |

### Статистика виступів за збірну
| Дата       | Місто  | Господарі            | Результат | Гості   | Турнір           | Голи | Примітки |
| ---------- | ------ | -------------------- | --------- | ------- | ---------------- | ---- | -------- |
| 16/11/2013 | Малабо | Екваторіальна Гвінея | 1 – 2     | Іспанія | товариський матч | -    |          |
| Усього     |        | Матчів               | 1         |         | Голів            | 0    |          |

## Титули і досягнення

### Командні

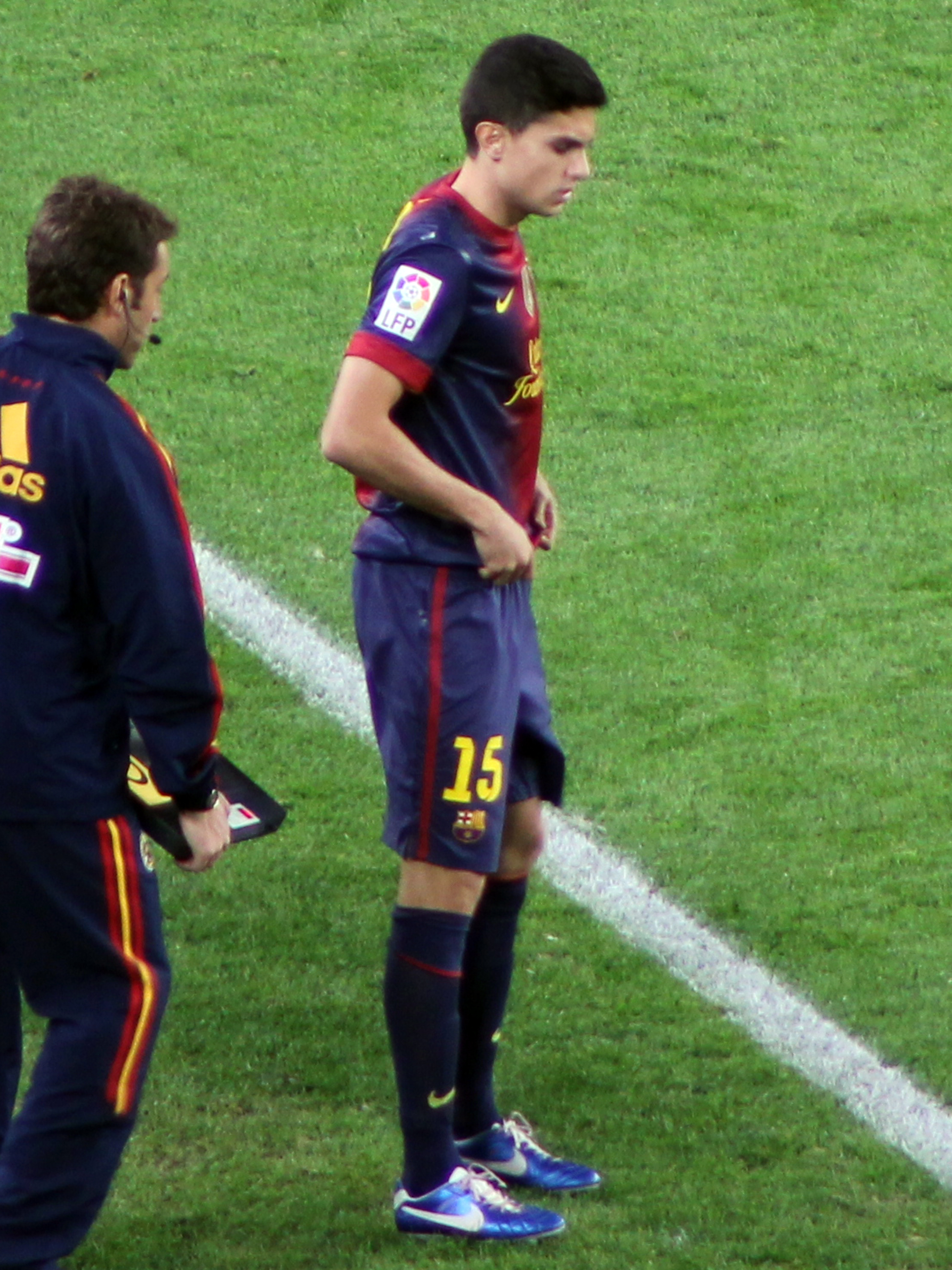
Марк Бартра під час виступів за «Барселону». 17 листопада 2012 року

- Чемпіон Іспанії (5):

«Барселона»: 2009/10, 2010/11, 2012/13, 2014/15, 2015/16
- Володар Кубка Іспанії (4):

«Барселона»: 2011/12, 2014/15, 2015/16
«Реал Бетіс»: 2021/22
- Володар Кубка Німеччини (1):

«Боруссія» (Дортмунд): 2016/17
- Володар Суперкубка Іспанії (1):

«Барселона»: 2013
- Переможець Ліги чемпіонів УЄФА (2):

«Барселона»: 2010/11, 2014/15
- Переможець клубного чемпіонату світу (2):

«Барселона»: 2011, 2015
- Володар Суперкубка УЄФА (2):

«Барселона»: 2009, 2011, 2015
- Чемпіон Європи (U-21) (1):

Іспанія U-21: 2013